# Gryon watussum
Gryon watussum är en stekelart som beskrevs av G. Mineo 1992. Gryon watussum ingår i släktet Gryon och familjen Scelionidae. Inga underarter finns listade i Catalogue of Life.